# Tariq Kirksay
Tariq Kinte Kirksay (New York, 7 settembre 1979) è un ex cestista statunitense naturalizzato francese.

## Carriera
Nel 2007 è stato convocato per gli Europei in Spagna con la maglia della nazionale della Francia.

## Palmarès

### Squadra
- Basketball Champions League: 1

Canarias: 2016-2017
- Semaine des As: 1

Nancy: 2005
- Coppa di Russia: 1

UNICS Kazan': 2008-2009

### Individuale
- USBL All-Rookie Team (2000)
- All-ULEB Eurocup First Team: 1

Siviglia: 2010-11